# Arteria poplitea

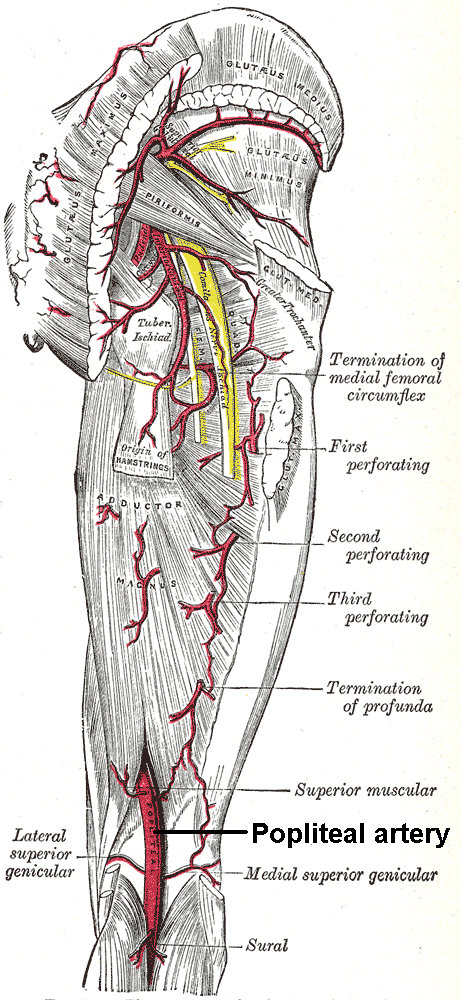
Arteria poplitea

Die Arteria poplitea („Kniekehlarterie“, von lateinisch poples ‚Kniekehle‘) ist eine Schlagader der unteren Extremität. Sie ist beim Menschen die direkte Fortsetzung der Oberschenkelarterie (Arteria femoralis) nach deren Passage durch den Adduktorenkanal im Bereich der Kniekehle. In der Tieranatomie ist der Abgang der Arteria caudalis femoris distalis als Grenze zwischen Oberschenkel- und Kniekehlarterie definiert.
Die Arteria poplitea hat acht Äste, nämlich die Arteria superior medialis genus, die Arteria superior lateralis genus, die Arteria media genus, die Arteriae surales, die Arteria inferior medialis genus, die Arteria inferior lateralis genus sowie die Arteria tibialis anterior und die Arteria tibialis posterior.
Im oberen Bereich des Unterschenkels teilt sich die Arterie in zwei Hauptäste – die vordere und hintere Schienbeinarterie (Arteria tibialis anterior und posterior).
Posterior zur Arteria poplitea liegt die Vena poplitea.